# 夏すみれ
夏 すみれ（なつ すみれ、1992年8月6日 - ）は、日本の女性プロレスラー。愛知県岩倉市出身。165cm、60kg。プロレスリングWAVE所属を経て現在はフリー。フリーランスサミット『NOMADS'』発起人。血液型B型。本名及び旧リングネームは卜部 夏紀（うらべ なつき）。

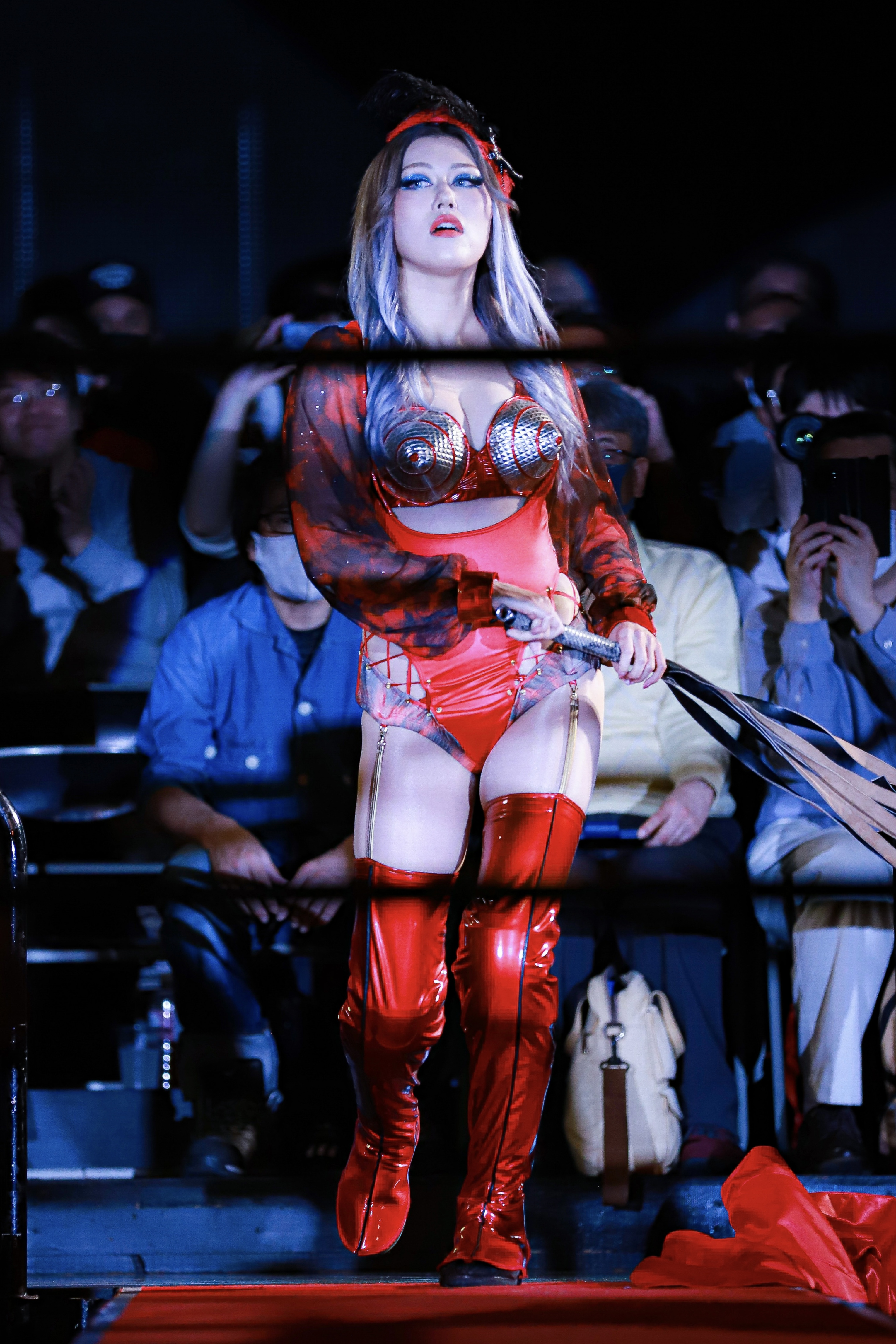
2023.04.14 NOMAD’S 新宿FACE 夏すみれ選手

## 所属
- プロレスリングWAVE（2013年 - 2017年）
- フリーランス（2017年 - ）

## 経歴・戦歴
2013年
- 2月13日、WAVE主催新人オーディション合格[5]。
- 4月6日、入寮[2]。
- 10月11日、プロテスト合格[6]。
- 10月30日、WAVE後楽園ホール大会にて華名戦でデビューを果たすが、ワキ固めでギブアップ。WAVE旗揚げから6年で初の生え抜き新人デビューとなった[7]。このときは本名だった。
- 11月4日、大阪府立体育会館第二競技場で開催されたGAMILIBRE・6にてWAVE vs OSAKA女子プロレスのWAVE軍の一員として2本目の6人タッグ（水波綾、春日萌花、卜部 VS 下野佐和子、ポリスウ〜メン、三崎グリ子）に出場も、ポリスウ〜メンの敬礼ムーンサルトプレスに屈する[8]。
- 11月9日、新宿FACEで行われたコラボ興行「waveLous」にてGAMIと組んで桜花由美&春日萌花と対戦。タッグとはいえ初となる師匠との対戦は、GAMIが目突きからの首固めで春日をフォールし、直接ではないものの初勝利[9]。
- 11月13日、WAVEのホーム新木場1stRINGで初試合。中川ともかと組み、渋谷シュウ&水波綾と対戦するが、水波のダイビング・ギロチンドロップを受けて敗戦[10]。
- 11月20日、WAVE新木場大会、6人タッグトーナメントに山下りな（OSAKA女子）、藤ヶ崎矢子（JWP）との同期新人トリオでエントリー[10]。当日抽選の結果、桜花由美&華名&志田光（アイスリボン）組との3本勝負となったが、1本目でフォールされ、2本目も山下が取られて初戦敗退[11]。
- 11月27日、WAVE新木場大会、山下りなと組み、浜田文子&山縣優の現WAVEタッグ王者と当たるが、山下が文子のムーンサルトプレスを喰らい敗戦[12]。
- 12月1日、初の他団体としてJWP浅草花やしき大会に参戦。春山香代子と対戦するが、フェイスバスターを喰らいフォールされる[13]。
- 12月4日、WAVE新木場大会、GAMIと最初で最後のシングル。「女子プロムーブ」試そうとするも[14]、セコンドの山下りなとともにマーライオンの洗礼を浴びせられ、目突きで敗れる[15]。
- 12月15日、初のダブルヘッダー。
昼はJWP後楽園大会で「JWP vs WAVEキャプテンフォール6人タッグマッチ」（コマンド・ボリショイ、春山香代子、藤ヶ崎矢子 vs GAMI、桜花由美、卜部）に出場、1本目で桜花が矢子をフォールするが、2本目でボリショイのセンセイ固め2に屈し、最後はGAMIが春山にフォールされ敗戦[16]。
夜はWAVE新木場大会で水波綾と組み、下野佐和子&山下りなと対戦、初めて対角線に立った山下から首固めで初の直接勝利[17]。WAVEにとっても記念すべき生え抜き初勝利。試合の序盤で肩を痛めるも、大した怪我ではなくAKINOによる応急処置の甲斐もあり大事には至らなかった[18]。
- 12月22日、WAVEナスキーホール・梅田大会で志田光と組み、世羅りさ（アイスリボン）&山下りなと対戦、しかし山下の腕ひしぎ十字固めにギブアップ[19]。
- 12月30日、後楽園ホールでの「GAMI引退記念‐GAMILIBRE・Lucky7‐『ほなさいなら』」にて行われた「ほぼ70人ぐらいバトルロイヤル」にGAMIを除き最初に入場、女子プロムーブを横取りしたり、山下りなとエルボー合戦を繰り広げるなどしたが、最終的に山下とともにヤッペーマンに丸め込まれ退場[20]。

2014年
- 1月5日、WAVE新宿大会でリングネームを「夏すみれ」に改名し、山下りなと初シングル、しかしラリアットを喰らい敗れる[21]。
- 1月22日、WAVE新木場大会で桜花由美&志田光と組み、大畠美咲&紫雷美央&藤本つかさ（アイスリボン）の「クローズ」と対戦、これが所属第1戦となった美央の紫閃光からの片エビ固めを喰らい敗れたが、試合後に「美央のスッピンがGAMIそっくり」と暴露し、それに美央は激怒、急遽大阪大会でシングルが決まった[22]。
- 1月25日、WAVE大阪道頓堀アリーナ大会で紫雷美央とシングル、ロープに張り付けにされペットボトルの水を顔面にかけられるも口撃を繰り返す、最後はキックアウトされ首4の字固めでギブアップ[23]。
- 1月26日、WAVE名古屋ダイアモンドホール大会で初の凱旋、華名と組み志田光&藤本つかさのマッスルビーナスと対戦、志田にボディースラムを放ってダイヤル固めを成功させるも、最後はファルコンアローで敗れる[24]。
- 2月2日、WAVEの若手中心ブランド「YOUNG OH! OH! 9」レッスル武闘館大会にて桜花由美と組み、志田光&世羅りさと対戦するが、世羅のダイビング・ダブル・ニードロップで敗れる[25]。
- 2月9日、JWP浅草花やしき大会、勝愛実とシングルで対戦するが、セカンドロープからのリバース・スプラッシュからの片エビ固めで敗れる[26]
- 2月11日、新木場でダブルヘッダー。
昼の覆面MANIAでマスクウーマンに変身（リングネームはそのまま）してフェアリー日本橋と組み、飯田美花&ラブ・アンド・ポーク2号と対戦も、フェアリーが飯田の無道で敗れる[27]。
夜はWAVEで「飛翔5番勝負」初戦として大畠美咲と対戦も旋回式ダイビング・ボディープレスを喰らい敗れる[28]。
- 2月19日、WAVE新木場大会にて山下りなと組み、トリプルテイルズ.S（華名&紫雷美央）と対戦も、山下が美央のバズソーキックを受けフォールされる[29]。
- 3月2日、WAVE後楽園大会にて山下りなと組み、勝愛実&藤ヶ崎矢子組と対戦し、山下のデルフィンリナッチで矢子からフォール[30]。
- 3月9日、地元の露橋スポーツセンターでアイスリボン初参戦。世羅りさと初シングルもエアーズロックで敗れる[31]。しかし、この試合を観ていた大日本プロレスのグレート小鹿会長（夜同会場でのFREEDOMSに帯同）より「リングに佇む雰囲気がスターのもの」との評価を受けた[32]。
- 3月19日、「飛翔5番勝負2」として春日萌花と対戦、技の応酬に耐えてドロップキックも出すも、最後はダイビング・ボディーアタックに沈んだ[33]。
- 3月21日、大日本プロレス博多スターレーン大会で「WAVE vs アイスリボン」として桜花由美と組み、藤本つかさ&世羅りさと対戦するが、藤本のビーナスシュートで敗れる[34]。
- 4月6日、WAVE新木場大会にて「飛翔5番勝負3」として紫雷美央と対戦、ドロップキックやエルボーを繰り出すも、紫閃光で敗れる[35]。
- 4月16日、アイスリボン道場マッチ初参戦。松本都（崖のふち）と組み、チェリー（ユニオン）&内藤メアリ組と対戦、メアリにかけたみやここクラッチが切り返され敗れる[36]。
- 4月20日、WAVE札幌テイセンホール大会にて「飛翔5番勝負4」として藤本つかさと対戦、ドロップキック封印を懸けて戦うもミサイルキックで敗れる[37]。しかし、試合後に藤本から「ドロップキックを磨いて欲しい」「私が教えたい」とコメント[38]。
- 4月23日、WAVE新木場大会にて「飛翔5番勝負最終戦」として志田光と対戦、魂のスリーカウントで敗れ、試合後に大畠美咲にリマッチを申し込む[39]。
- 5月5日、WAVE後楽園大会で「飛翔5番勝負 追試」として大畠美咲と再戦、ジャーマン・スープレックス・ホールドで敗れはしたが、大畠から「成長は見られた」とコメント[40]。
- 5月6日、OSAKA女子プロレス初参戦。大阪市立西区民センター大会でポリスウ〜メンと組み、にゃんば〜&飯田美花組と対戦も、飯田のグラウンド卍固めで敗れる[41]。
- 5月11日、WAVE大阪市立生野区民センター大会で「Catch the WAVE」初戦として世羅りさと対戦も、エアーズロック→片エビ固めで敗れ黒星スタート[42]。
- 5月13日、WAVE新木場大会にてCatch the WAVEの2戦目として同期かつ同い年の小林香萌（WNC-REINA）と対戦するが、ダイビング・ボディーシザース・ドロップ→エビ固めで敗れ連敗[43]。
- 5月18日、WAVE仙台大会のメインでWAVE（桜花由美&渋谷シュウ&夏） vs クローズで3本勝負、1本目は桜花が取るも2本目を藤本つかさからフォールされ、1-2で敗れる[44]。
- 5月21日、WAVE新木場大会にて飯田美花と組み、プラスマイナス2014（大畠美咲&紫雷美央）と対戦するが、美央の紫閃光で敗れる[45]。
- 5月24日、アイスリボン道場マッチで成宮真希と組み、紫雷美央&優華と対戦、「WAVEの白い天使」と紹介されて優華に感情むき出しにされるも美央のスッピンネタで応酬、最後は成宮がユルネバを優華に決めて勝利[46]。
- 5月25日、WAVE名古屋大会にてCatch the WAVEの3戦目としてフェアリー日本橋と対戦、回転足折り固めで勝利、リーグ戦かつシングル初勝利を2度目（アイス含め3度目）の凱旋で挙げた[47]。
- 5月29日、WAVE新木場大会にてヤングプライドWAVEとして山下りなと組み、世羅りさ&あきば栞の「ZABUNvsアイスリボン」に挑むが時間切れ引き分け[48]。
- 6月5日、WAVEレッスル武闘館大会にて飯田美花と組み、春日萌花&藤本つかさ組と対戦、飯田が春日にヒザ十字固めを決めてギブアップを決めた[49]。
- 6月11日、WAVE新木場大会にて山下りなと組み、渋谷シュウ&チェリーのクラシックギャルズと対戦、しかし、チェリートーンボムで敗れる[50]。
- 6月15日、WAVE大阪大会にて紫雷美央と組み、渋谷シュウ&飯田美花組と対戦、美央の土蜘蛛で飯田からフォール[51]。
- 6月22日、WAVE新木場大会にてCatch the WAVEの4戦目として山下りなと対戦、ジャパニーズ・レッグロール・クラッチで丸めて勝利、年明けのリベンジを果たす[52]。なお、最終戦はあきば栞棄権のためこれが実質最後の公式戦となり、最終的には勝ち点6。
- 6月25日、レッスル武闘館で行われたJWP主催「青春・無限大パワー!!」にて林結愛と組み、Sareee（ディアナ）&弓李（アイスリボン）組と対戦、林が弓李から膝十字固めで勝利[53]。
- 6月27日、WAVEレッスル武闘館大会にて旧姓・広田さくらと組み、桜花由美&フェアリー日本橋組と対戦、広田がフェアリーにへなーらサンセットを決め勝利。公式戦の世羅りさ vs 小林香萌は時間切れ引き分けに終わったため4人が勝ち点6で並び優勝者決定戦へ[54]。
- 7月6日、OSAKA女子プロレス淀川区民センター大会で山下りなと組み、勝愛実&ラビット美兎組と対戦、山下が勝にラリアットを決め勝利[55]。
- 7月13日、WAVE新宿大会、「Catch the WAVE 2014」決勝進出決定戦でフェアリー日本橋と対戦し、首固めで決勝進出を決めた[56]。
- 7月27日、WAVE後楽園大会、「Catch the WAVE 2014」決勝戦で小林香萌と対戦、コスチュームを紫雷美央デザインに一新して挑んだが、ラ・マヒストラルで敗れ初代小波女を逃した[57]。
- 8月27日、WAVE新木場大会、誕生日を記念して桜花由美とシングルで対戦するが、ビッグブーツで敗れる[58]。
- 10月1日、WAVE新木場大会で右ヒザ前十字靱帯完全断裂・半月板損傷のため10月29日後楽園大会を最後に長期欠場に入ることを発表した[59]。
- 10月29日、WAVE後楽園大会にて「1周年記念試合」として桜花由美と組み、渋谷シュウ&春日萌花組と対戦、渋谷のto be continuedに屈する[60]。

2015年
- 10月30日、WAVE後楽園大会にて復帰戦。

2016年
- 6月3日、（メキシコ、プエブラ）、5日（メキシコ、メキシコシティ）にて、開催された ルチャリブレ・ワールドカップ2016へ出場。アジャ・コング、宮崎有妃との3人で日本代表として、決勝戦まで勝ち進んだ。

2017年
- 8月31日、10月でのWAVE退団を発表。住居を大阪に移すことや欠場時期から行っていたデザインの仕事を行うことを発表。社長のGAMIは「円満退団ではない」と説明[61]。
- 11月4日、スターダムの新木場大会に登場し、大江戸隊に加入することを発表。

2019年
- 12月15日、新木場1stRINGで初の自主興行「FOREVER」を開催。満員札止めの観客を集める[62]。
  - この自主興行は、大江戸隊のメンバーであり、近く引退することが決まっていた花月と葉月に対して、「最後に団体を超えて彼女たちの望む選手と対戦させたい」という思いもあっての企画であり、これに対して花月は「夏さんは情に溢れる人」と感謝を表している。[63]

2020年
- 10月4日、肩関節の反復性脱臼の治療のため長期欠場に入る[64]。しかし、翌年までにはスターダム公式サイトからプロフィールが削除され、スターダムから事実上離脱した[65]。その後、夏を巻き込んだ団体買収が紆余曲折の末に消滅するなどし、一時的にプロレスから距離を置いた[65][66][67][68]。

2022年
- 2月、同年5月にフリーランスサミット『NOMADS'』を開催することを発表。現在は、山下りな、雪妃真矢、高瀬みゆき、SAKI、優宇、安納サオリ、朱崇花が出演予定。夏当人は2年間プロレスをやっていないので練習してからとこの日に復帰することはないとした。[69][70]
- 3月12日、新宿二丁目にてプロレスコンカフェ「ナツバー」をオープン[71]。なお、まん延防止等重点措置発令のため、4月3日までは「ナツカフェ」として営業していた[72]。
- 5月20日、「NOMADS'」を新宿FACEにて開催。第0試合で高瀬みゆきとエキシビジョンマッチを行う[73][74]。
- 8月5日、「NOMADS' vol.2」にて復帰戦を行う。高瀬と組んで、SAKI、清水ひかり組と対戦するも清水のダイビング・フットスタンプの前に敗れた。
- 11月26日、スターダムに参戦。葉月と組んで、大江戸隊との因縁精算マッチに挑むもノーコンテストとなる。試合後、葉月に張り手し、一匹狼で戦っていくことを宣言[75]。

2023年
- 1月22日に横浜アリーナにて行われたプロレスリング・ノアの興行『GREAT MUTA FINAL " BYE-BYE"』に出場。雪妃真矢とタッグを組み、安納サオリ&ジャングル叫女組と対戦。特殊な興行を除き、それまで女子選手の参戦がなかったプロレスリング・ノアにて、初めて試合を行った女子プロレスラーとなった。それ以降もノアで行われるビッグマッチで女子プロレスの試合が組まれる度にレギュラー的な形で出場している。
- 10月1日、WAVE新宿大会に卜部夏紀として、初期の白いコスチュームをまとい、Xとして登場。WAVEのリングに上がるのは退団以来6年ぶりとなった[76]。

## 人物
- プロレス入り前は美容師を目指し名古屋の専門学校に通っていた。2014年3月現在は休学中[77]。
- プロレス観戦を始めたきっかけは同郷の先輩旧姓・広田さくら[78]。
- 名古屋で行われたOZアカデミーを観戦してから桜花由美に憧れるようになり、その桜花が所属するWAVEのオーディションを受けた[79]。
- プロレス入り前の運動経験はほとんどなく、入った当時は後転もまともにできなかった[80]。部活動では剣道部に在籍していたが、入部して2週間で素振りで足を踏み込んだだけで足を骨折してしまう[81]。
- 最近では新人でも着用が少ないワンピース水着型コスチュームを使用。会社の意向ではなく自身のこだわりで選んだものである[82]。コスチュームの色はリングネームでもある「夏すみれ」の色である白と紫[21]で、白はミミ萩原へのリスペクトとしても使用[83]。コスチュームに対するこだわりが強いバンビもTwitter上で絶賛した[84]。
  - 大江戸隊に所属していた際には、同じユニットのメンバーである木村花から、「ハイレグおばさん」と度々ネタにされていた。
- いわゆる「女子プロムーブ」を希望し[14]、GAMI引退試合後の年明けに使用許可が降りた[85]。「女子プロレス」を愛し全日本女子プロレスへの憧れ及び尊敬を念を持つため、「全女の匂い」を感じると言われることもあるという[86]。

## リングネームの由来
デビュー前からニックネームが「夏（ナツ）」であり、それに「夏すみれ」という名前の花があり、その花が好きなため、「新しい自分になるため」に「願掛け」として2014年に本名から改名した。

## 得意技
妖乱（ようらん）
変形フィッシャーマンズ・DDT。主なフィニッシャー。
フィッシャーマンズ・スープレックスの体勢から右足をクラッチして相手を抱きかかえるようにして担ぎ上げ、そのまま後方へと倒れこむことで脳天からマットに突き刺すフィッシャーマンズ式の変形DDT。ほぼ受け身不能の戦慄的なフィニッシュ・ホールド。
トゥービーコンティニュード
渋谷シュウの技を継承。
四つん這いの相手の片腕に自分の片足を引っ掛けたのち相手に後ろ向きに跨がり、相手の腹部をクラッチしたまま自分の頭を相手の股に潜らせるように回転し丸め込む。
シャイニング・ウィザード
ネックブリーカードロップ
バックスピンキック [中野たむ直伝（予定）]
ばっくすぴんき〜っく！と叫びながら蹴る
蒼魔刀
そうまとう〜！と叫びながらかける
ブロンコバスター
コーナーに座っている相手に股ぐらからぶつかっていく技。当てたあとに腰を振るのが特徴。
ダイヤル固め
大日本博多大会でゲスト解説をしていた大谷晋二郎が「トラウマを思い出した」という。
女子プロムーブ
WAVE時代に使用。GAMIから継承。「このやろー」と言いながら相手をロープに振り、反動で倒れた相手に「おきろー」と言いながらフロントキックを決め、フォールに行って2カウント以内に返されて「スリーだろー」と言うところまででワンセット。

## 入場曲
- Dirty Queen
  - 現在の入場曲。2022年の復帰からリミックスver.を使用している。リミックス後は通常よりも尺が長くなった。
- Mr Saxobeat / アレクサンドラ・スタン
  - 復帰後の2周年記念大会より使用
- Feelin' Alright / capsule

## タイトル歴
スターダム
- 第21代アーティスト・オブ・スターダム王座（パートナーは花月&アンドラス宮城）

## 出演

### テレビ
- アイドリング!!!（フジテレビONE、2014年6月25日放送）
- 水曜日のダウンタウン（TBSテレビ、2016年5月25日放送）

### 舞台
- 2.5次元プロレス『夢幻大戦』（2017年11月27日、新宿FACE） - カグヤ・ザ・ムーンバトラー 役

### 映画
- ラ・マヒ（2023年） - 堂島月子 役

## 作品

### イメージビデオ
- 「Lust Virgin」（2016年8月13日、Beauty Fighters）[89]